# Intel 8049
Intel 8049 je osmibitový jednočipový mikropočítač firmy Intel uvedený na trh roku 1977, poslední nová modifikace (typ P8049H) roku 1980. Tento typ vyráběla spousta dalších firem jako Toshiba, National Semiconductor nebo NEC. Toshiba a NEC vyráběli variantu 80C49, která měla oproti té Intelovské několik změn, převážně v umístění a funkci některých pinů.
Architekturově patří do skupiny MCS-48, je tedy téměř shodný s verzí 8048. Prodával se v pouzdru DIP 40, může pracovat v teplotním rozmezí od −40 °C do 125 °C, předpoklad jeho nasazení je tedy široký. Ostatní modifikace zvládají rozsah od 0 °C do 70 °C. Frekvence jádra je 11 MHz. Skládá se z 2 KiB maskované programové paměti ROM, tu je možno vyměnit za 4 KiB externí ROM. Datová paměť je 128 bajtů RAM. Měl 24 I/O portů, přičemž dále obsahuje 2 čítače/časovače.
Jeden takt oscilátoru je rozdělen do dalších 15 vnitřních fází, přičemž je teoreticky při frekvenci 11 MHz možné dosáhnout 0,73 instrukce/takt (IPC, anglicky instructions per cycle). Vzhledem k tomu, že je málo instrukcí jednobajtových/jednocyklových a mnoho dvojbajtových/dvoucyklových, pohybuje se toto číslo okolo 0,5.
Jednočip Intel 8049 se hojně vkládal do klávesnic IBM/PC a modifikace 8049AH do klávesnic PS/2.